# Amtsgericht Nortorf
Das Amtsgericht Nortorf war ein preußisches Amtsgericht mit Sitz in Nortorf. Es befand sich in der Großen Mühlenstraße, an dem Standort befand sich zuvor die Kirchspielvogtei des Kirchspieles Nortorf, heute die Sparkasse Mittelholstein.

## Geschichte
Mit der Annexion Schleswig-Holsteins wurden 1867 in der nunmehr preußischen Provinz fünf Kreisgerichte und das übergeordnete Appellationsgericht Kiel eingerichtet. Als Eingangsgerichte wurden Amtsgerichte geschaffen, darunter das Amtsgericht Nortorf als eines von 17 Amtsgerichten des Kreisgerichts Itzehoe. Den Gerichtssprengel bildete der Flecken Nortorf, das Amtskirchspiel Nortorf, die Güter Emkendorf, Bossee, Deutsch-Nienhof und Pohlseesee, die klösterlichen Stellen in Bünzen, Innien und Homfeld, die klösterliche Vogtei Langwedel, das Dorf Bargfeld und den Rendsburger Amtsanteil von Homfeld. Mit dem Inkrafttreten des deutschen Gerichtsverfassungsgesetzes am 1. Oktober 1879 wurden reichsweit einheitlich Amts-, Land- und Oberlandesgerichte geschaffen. Das Amtsgericht Nortorf blieb bestehe und war nun dem Landgericht Kiel nachgeordnet. Sein Gerichtsbezirk umfasste nun aus dem Kreis Rendsburg den Flecken Nortorf, die Gemeindebezirke Bargfeld, Bargstedt, Borgdorf-Seedorf, Bokel, Böken, Brammer, Bünzen, Eisendorf, Ellerdorf, Gnutz, Groß Vollstedt, Holtdorf, Homfeld, Inningen, Krogaspe, Langwedel, Oldenhütten, Schülp, Thienbüttel, Timmaspe und Warder sowie die Gutsbezirke Annenhof, Bossee, Deutsch-Nienhof, Emkendorf, Nortorf (Forstgutsbezirk), Mohlsee, Timmaspe, Schierensee und Westensee. Am Gericht bestand 1880 eine Richterstelle. Das Amtsgericht war damit ein kleines Amtsgericht im Landgerichtsbezirk.
Im Jahre 1975 wurde das Amtsgericht Nortorf aufgehoben. Das Amtsgericht Rendsburg übernahm seine Aufgaben.